# Digimon Adventure: Last Evolution Kizuna
Digimon Adventure: Last Evolution Kizuna (Nhật: デジモンアドベンチャー LAST EVOLUTION 絆 Hepburn: Dejimon Adobenchā LAST EVOLUTION Kizuna, n.đ. Cuộc phiêu lưu của Digimon: Sự tiến hóa cuối cùng, Mối dây liên kết) là một phim điện ảnh anime thể loại phiêu lưu được sản xuất bởi Toei Animation và Yumeta Company. Bộ phim được dựa trên hai xê-ri anime truyền hình của Digimon là Digimon Adventure và Digimon Adventure 02, đồng thời tiếp nối loạt phim điện ảnh nhiều phần Digimon Adventure tri., là một trong những phẩm đánh dấu 20 năm xê-ri anime Digimon Adventure được phát sóng.
Phim được công chiếu ngày 21 tháng 2 năm 2020 tại Nhật Bản, phân phối bởi Toei Animation.

## Nội dung
Vài năm sau sự kiện tận thế do Ordinemon gây ra không thành công tại Odaiba, Nhật Bản trong series Digimon Adventure tri., Taichi và Yamato giờ đã bước vào giai đoạn năm cuối Đại học và cánh cửa tương lai đang rộng lớn chào đón họ với những dự định riêng của mình. Những đứa trẻ được chọn ngày nào đã có cuộc sống riêng và mục tiêu cần theo đuổi: Sora trở thành một nghệ nhân cắm hoa, Joe thì sắp trở thành một bác sĩ, Mimi mở một shop online kinh doanh các hàng hóa thiết yếu trong khi đó Koushiro đã sở hữu một công ty cho riêng mình.
Ở đầu phim, nhóm Taichi gồm có Taichi, Yamato, Takeru và Hikari đã cùng nhau ngăn chặn được sự phá hoại của Parrotmon trước sự xuất hiện bất thình lình của hắn tại thành phố. Tuy nhiên, họ không thể tập hợp đầy đủ tất cả đồng đội như ngày xưa vì ai cũng có các công việc quan trọng cho riêng mình. Có một sự việc kỳ lạ đã xuất hiện chính là những đứa trẻ được chọn trên toàn thế giới đột ngột hôn mê và mất hết toàn bộ ký ức của mình. Sự việc này đã thôi thúc Koushiro tìm ra giải pháp để cứu chúng. Ngay lúc này, hai nhân vật hoàn toàn mới đã xuất hiện, đó là Menoa Bellucci - người tự nhận mình là phó giáo sư tại Đại học Liberica, New York và trợ lý của cô ta - anh Imura Kyotaro. Họ đã tiết lộ nguyên nhân khiến tất cả những đứa trẻ được chọn mất đi ý thức và ký ức của mình nằm ở việc Eosmon đã số hóa những ký ức của chúng. Menoa đã cung cấp tọa độ Eosmon trú ẩn và bảo nhóm Taichi hãy đến đó để tiêu diệt Eosmon nhằm lấy lại nhận thức cho mọi người.
Khi đến nơi, nhóm Taichi và Eosmon đã có một trận chiến vô cùng nảy lửa. Với sức mạnh và tốc độ đặc biệt vượt trội đã gây không ít khó khăn cho họ rất nhiều ở giai đoạn đầu. Nhưng với việc họ nhận ra điểm yếu của Eosmon và sự hợp thể vô cùng hùng mạnh của Omegamon, nhóm Taichi gần như chắc chắn tiêu diệt được hắn. Tuy nhiên, sự tách rời Omegamon một cách bất ngờ đã khiến Eosmon thoát khỏi vùng dữ liệu. Lý giải cho việc này, Menoa giải thích rằng khi những đứa trẻ được chọn trở nên trưởng thành, mối liên hệ giữa họ và các Digimon cộng sự sẽ trở nên yếu dần đi và khi vòng sáng trên Digivice biến mất cũng sẽ là lúc họ phải nói lời chia tay với bạn đồng hành của mình. Một số hành động kỳ lạ của Imura đã khiến Yamato phát sinh hoài nghi nên cậu đã âm thầm "bám đuôi" anh ta. Yamato đã chủ động liên hệ với nhóm Daisuke (hiện đang ở New York nhờ vào việc di chuyển thông qua Cánh cổng Kỹ thuật số) để bảo họ điều tra một số thông tin của Menoa và Imura.
Agumon cùng Taichi trở về phòng trọ của mình. Tại đây, họ đã gặp được Gennai (lúc này đã không còn bị Yggdrasil điều khiển). Anh ta đã xác nhận những chuyện mà Menoa nói là chính xác và anh ta đã giấu họ bấy lâu nay. Cùng lúc này, trong lúc kiểm tra hàng hóa, Mimi đã bị Eosmon cướp đi ý thức. Qua kết quả điều tra của mình, Yamato tiết lộ Menoa cũng chính là một đứa trẻ được chọn. Taichi đến gặp Menoa và hỏi cô ấy vài điều. Menoa kể rằng cô ấy có một người bạn rất thiết là Morphomon. Tuy nhiên, họ đã sớm chia tay khi Menoa lên 14 tuổi và đi du học.Điều này khiến Menoa tập trung nghiên cứu về Thế giới Digimon nhiều hơn và không muốn những đứa trẻ được chọn sớm chia tay bạn đồng hành của mình như cô ấy.
Sự việc ngày càng tồi tệ hơn khi Taichi và Yamato phát hiện chính hai em ruột của mình là Takeru và Hikari cũng bị cướp mất ý thức. Yamato đã có một cuộc chạm trán với Imura. Imura đã đính chính mình là một điệp viên và luôn theo dõi mọi hành động của Menoa nhưng cô ấy quá tài năng nên anh ta vẫn mãi chưa thể "bắt đuôi" cô ta. Cùng lúc này, Menoa bất chợt xuất hiện trong phòng riêng của Koushiro, ả giả vờ bất ngờ khi Koushiro tìm ra được tọa độ của Eosmon. Thực ra, Koushiro đã phát hiện Eosmon chính là một Digimon nhân tạo do chính Menoa tạo ra và ả đã âm thầm tạo ra một nơi chứa tất cả ký ức của những đứa trẻ được chọn ở một nơi đặc biệt tại Thế giới Kỹ thuật số gọi là Đảo Vĩnh hằng. Eosmon xuất hiện và cướp mất nhận thức của Koushiro trước khi Taichi, Yamato và Imura đến nơi. Trước khi bị cướp ý thức, Koushiro đã kịp gửi tọa độ của Đảo Vĩnh hằng cho Taichi. Đứng trước việc sẽ phải giảm thời gian ở bên nhau với các Digimon cộng sự, Taichi và Yamato đành phải chấp nhận và đến địa điểm đó để cứu mọi người.
Khi đến Đảo Vĩnh hằng, họ phát hiện ra Menoa và các ký ức của những đứa trẻ đang bị giam giữ ở đây. Menoa khằng định ả muốn lưu giữ những ký ức đẹp nhất của những đứa trẻ được chọn mãi mãi và không muốn họ trưởng thành để phải chia tay bạn đồng hành của mình. Agumon và Gabumon đã có một cuộc chiến không cân sức với lũ Eosmon tại nơi đây. Taichi và Yamato nói rằng những đứa trẻ sẽ phải trưởng thành để còn theo đuổi những khát khao, hoài bão và mục tiêu của mình, họ không thể ở mãi làm trẻ con được. Với sức mạnh của kẻ đứng đầu 13 Royal Knights, Omegamon lần lượt hạ đo ván từng Eosmon một. Đứng trước sự thật phũ phàng, Menoa đã hấp thụ tất cả các Eosmon còn sót lại trở thành một dạng Digimon Nữ thần đặc biệt và đã đánh bại Omegamon một cách dể dàng. Trong khi đó, các Eosmon khác đã đi khắp thể giới săn lùng ký ức của những đứa trẻ được chọn khác. Tại New York, nhóm Daisuke đã ngăn chặn âm mưu xâm lược của lũ Eosmon nhưng nhiêu đó là chưa đủ.
Taichi và Yamato đã đổ máu tại trận chiến này và bị đồng đội của mình kìm cặp, đánh đập. Thế nhưng họ vẫn không từ bỏ. Taichi tiến tới lấy cái còi trên cổ Hikari và thổi một hơi thật dài. Tiếng còi đã đánh thức nhận thức của toàn bộ những đứa trẻ được chọn. Họ đứng lên và chiến đấu trận chiến cuối cùng trong cuộc đời họ, ngoại trừ Sora đã chia tay Piyomon từ trước nên cô chỉ cầu nguyện cho đồng đội mình. Agumon và Gabumon tiến hóa lên một dạng tiến hóa hoàn toàn mới và hạ gục được Digimon được hợp nhất từ Menoa và Eosmon. Họ đã phát hiện ra sự thật phũ phàng rằng chính Menoa đã xa rời Morphomon và khiến Morphomon biến mất. Menoa đã sai lầm trong việc tạo ra Đảo Vĩnh hằng. Những đứa trẻ được chọn tỉnh dậy với sự ám ảnh trận chiến như một giấc mơ.
Buổi chiều hôm ấy, Taichi và Agumon, Yamato và Gabumon đã có một cuộc nói chuyện cảm động khi chỉ còn một tia sáng lẻ loi cuối cùng trên Digivice. Khi được hỏi: "Sau này cậu sẽ làm gì?". Taichi và Yamato ngước về bầu trời xa xôi và bắt đầu suy nghĩ, đến khi họ nảy ra được câu trả lời thì Agumon và Gabumon đã biến mất khỏi họ tự lúc nào. Taichi và Yamato đã khóc rất nhiều vì nỗi đau quá lớn này.
Cuối phim, Taichi và Yamato đã trở lại cuộc sống bình thường của những người trưởng thành. Họ vẫn tin rằng họ sẽ gặp được những người bạn thân thiết ấy trong tương lai.